# Jonathan Hedström
Jonathan Hedström (Skellefteå, 27 dicembre 1977) è un ex hockeista su ghiaccio svedese.

## Palmarès

### Mondiali
- 1 medaglia:
  - 1 argento (Repubblica Ceca 2004)